# Kathrin Röggla
Kathrin Röggla' (født 1971) er en østrigsk forfatter, essayist og dramatiker. Hun er født i Salzburg, og bor i Berlin siden 1992. Hun har skrevet adskillige prosaværker, herunder essays, dramaer og radiospil. Hun har vundet en lang række priser for sine litterære værker.
I maj 2012 blev hun valgt som medlem af Akademie der Künste i Berlin. I november 2015 blev hun indvalgt som medlem af det nationale Deutsche Akademie für Sprache und Dichtung i Darmstadt.
Röggla er gift med teaterinstruktøren, skuespilleren og oversætteren Leopold von Verschuer og mor til en søn.